# Tommaso da Modena

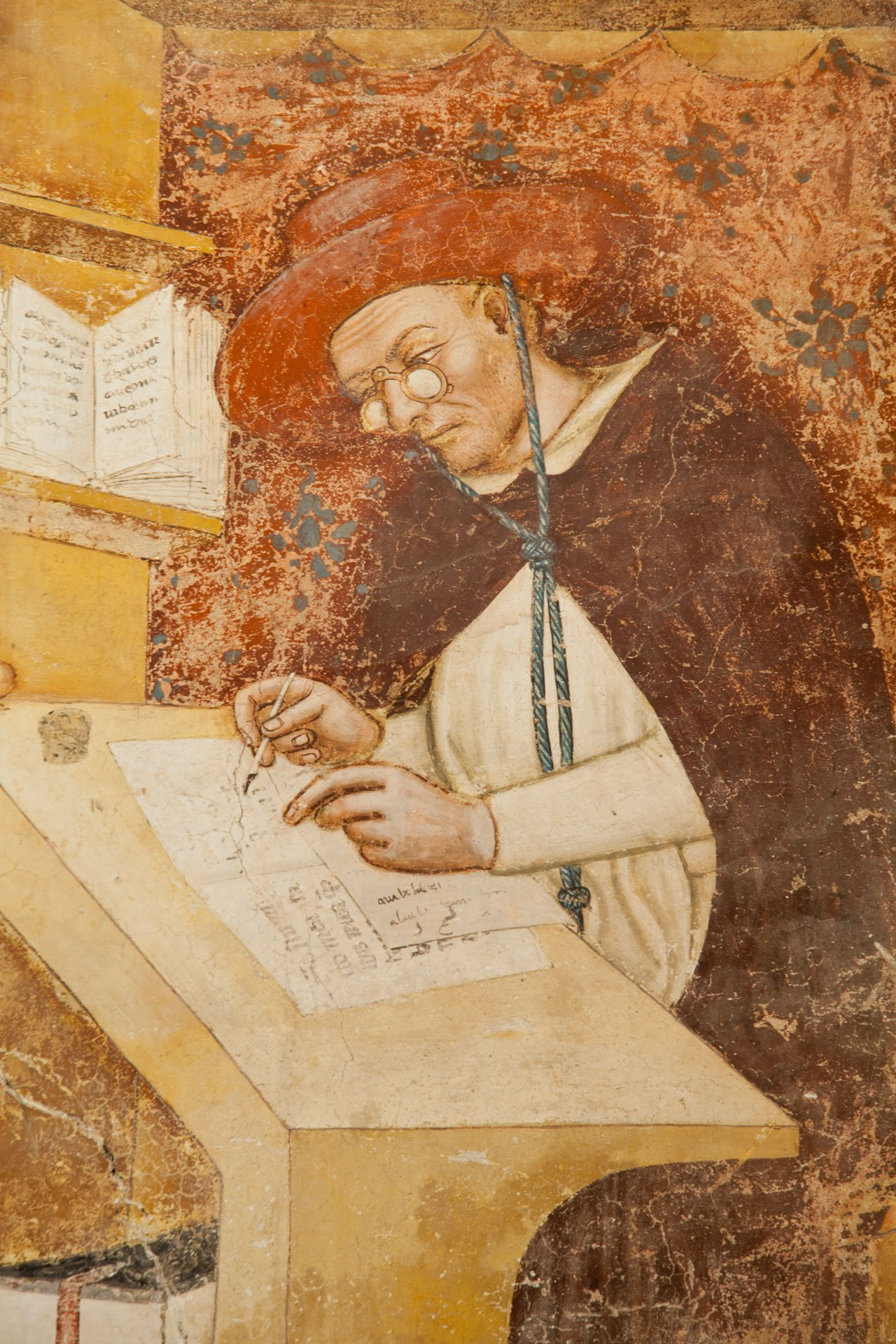
Portret van kardinaal Hugues de Saint-Cher, 1352, San Nicolò, Treviso

Tommaso da Modena (geboren als Tommaso Barisini, Modena, 1325/1326 - aldaar, 1379) was een Italiaanse kunstschilder en miniaturist uit de 14e eeuw.

## Biografische elementen

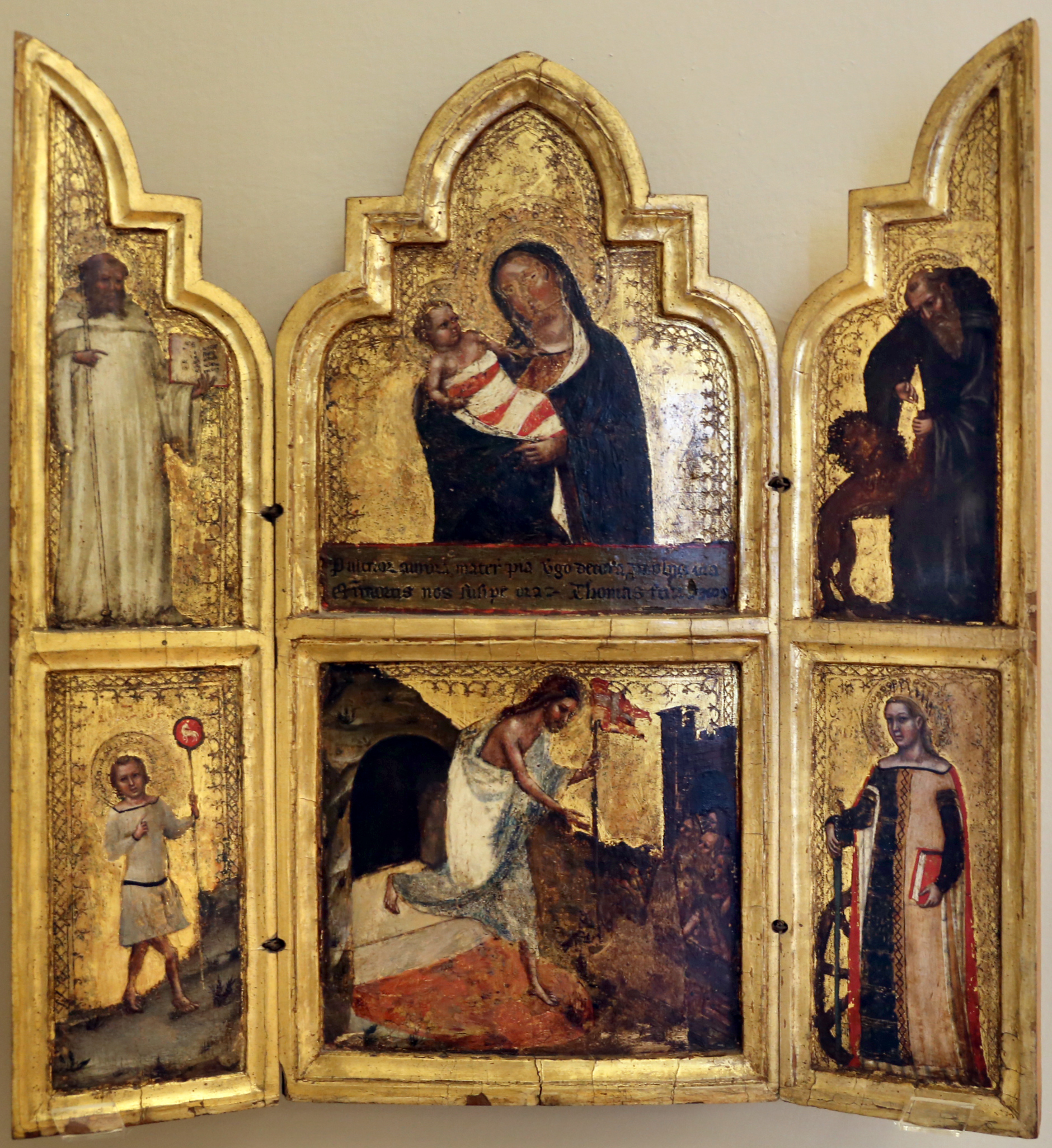
Madonna met kind, ca. 1345, Palazzo dei Musei, Modena

Tommaso werd geboren als zoon van Barisino Barisini (overleden in 1343), een schilder in Modena van wie hij zijn eerste opleiding kreeg. Zijn geboortedatum kan afgeleid worden uit documenten van 9 maart 1339, waaruit blijkt dat hij geen veertien jaar oud is en een ander document van 9 mei 1340 waarin gesteld werd dat hij veertien was.
Na de dood van zijn vader bleef hij tot 1344 in Modena. Daarna ging hij naar Bologna om zijn opleiding verder af te ronden, waarschijnlijk bij Vitale da Bologna, wat men kan afleiden uit de referenties naar de stijl van Vitale en van de Bolognese miniaturisten in zijn jeugdwerken. Hierbij zijn onder meer een gesigneerd triptiekje uit 1345, nu bewaard in de Galleria Estense di Modena en uit twee altaarstukken waarvan er een bewaard wordt in de Pinacoteca Nazionale di Bologna en het andere in de Walters Art Museum in Baltimore (Maryland).
In 1360 huwde hij met Caterina di Pietro da Nonantola uit Modena. Er is weinig documentatie te vinden over de periode tussen zijn huwelijk en 1366. Dan duiken er weer een aantal documenten op die het verblijf van de schilder in Modena bevestigen. Tussen 1368 en 1379 blijft hij weer afwezig in de archieven. Hij is waarschijnlijk overleden omstreeks juli 1379, omdat op 16 juli van dat jaar zijn zoon Bonifacio tussenbeide komt om een document van zijn overleden vader te bekrachtigen.

## Werk

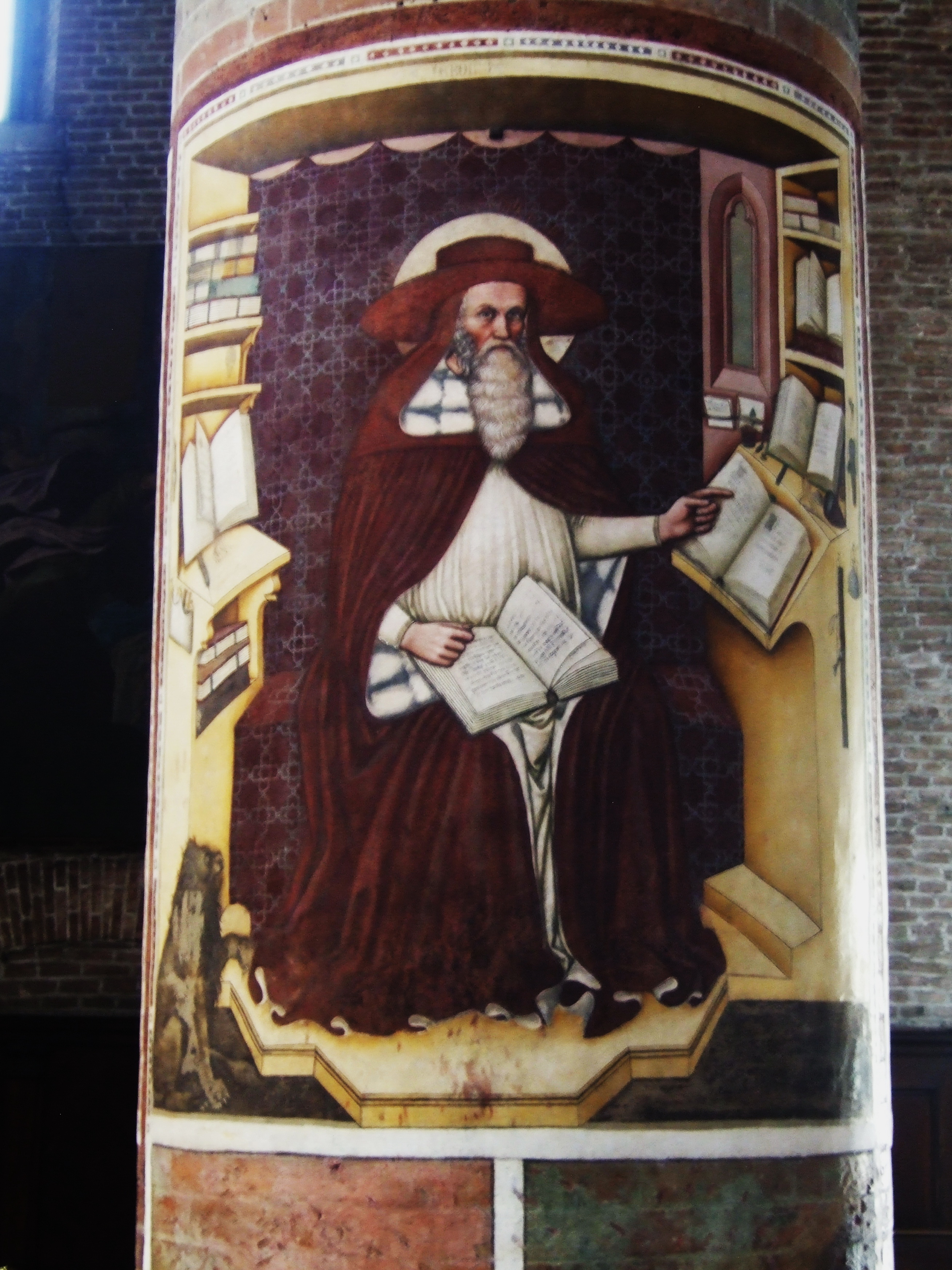
Hiëronymus van Stridon, op een pijler in de San Nicolò, Treviso

### Treviso
Hij verbleef in Treviso tussen ca. 1345 en 1358. een document uit Modena van 1349 situeert hem in Treviso. Hij schilderde er in 1352 een fresco met veertig van de beroemdste dominicanen met onder meer pausen, kardinalen, theologen en filosofen. Het werk werd geschilderd in de kapittelzaal van het klooster San Nicolò. Dit werk is gedateerd en gesigneerd. Het bevat de eerste bril die werd afgebeeld op een schilderwerk, in het portret van kardinaal Hugues de Saint-Cher. Op een pijler in de kerk schilderde hij Hiëronymus van Stridon en Agnes van Rome tussen Romualdus van Ravenna en Johannes de Doper. Het laatste document waarin hij wordt vernoemd in Treviso is gedateerd op 15 mei 1358.

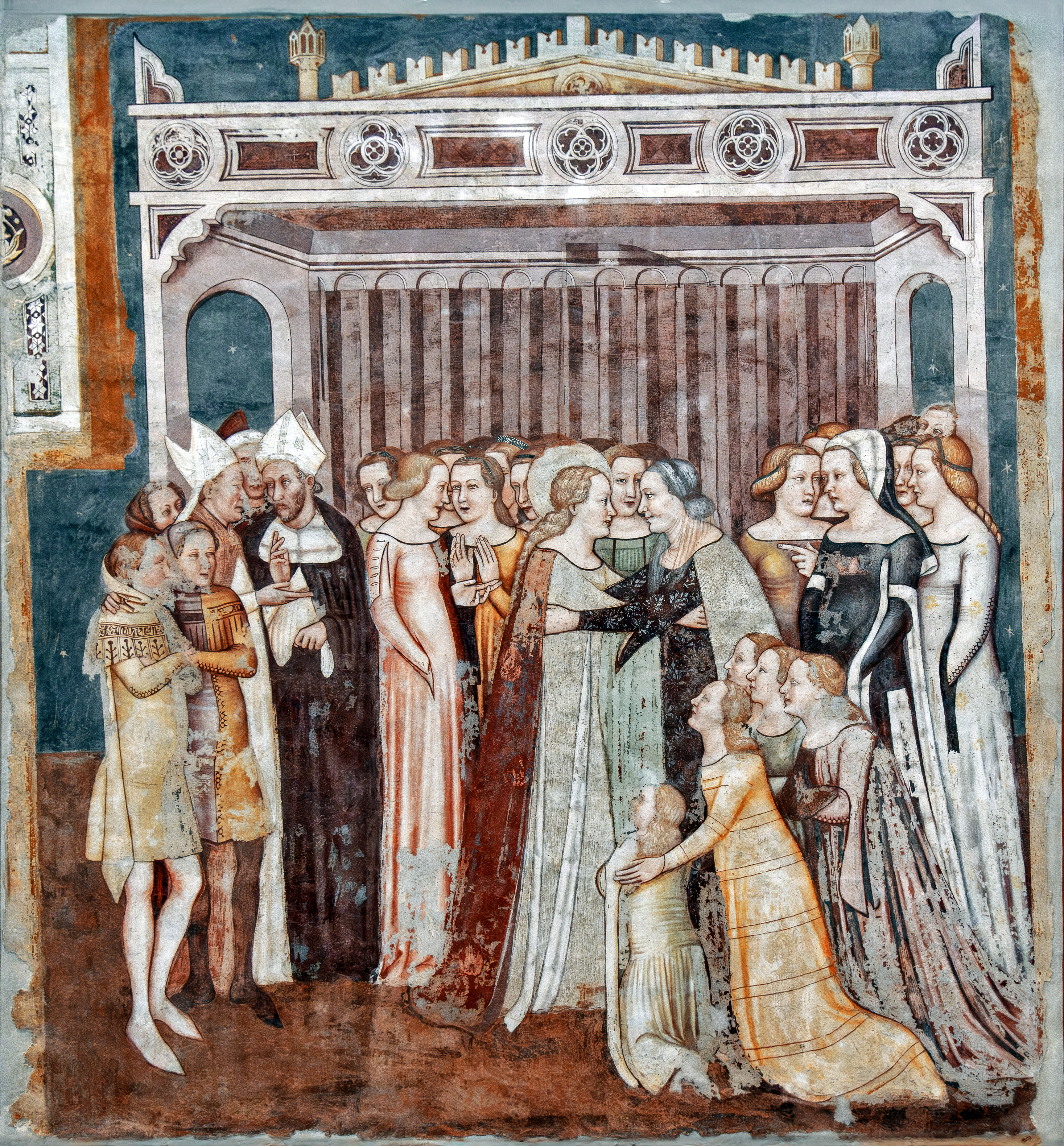
Het vertrek van Ursula uit haar ouderlijk huis, 1355, Museo Civico, Treviso

In 1355 schilderde hij het levensverhaal van de heilige Ursula in de Santa-Margherita kerk. De fresco’s werden ontdekt tijdens de afbraak van de kerk en overgebracht naar het Museo civico van Treviso. De toewijzing van dit werk aan Tommaso is niet unaniem.

### Opdracht van Karel IV
Waarschijnlijk ook in Treviso, maakte hij in opdracht van koning Karel IV van Bohemen, een diptiek en een triptiek, beiden gesigneerd, die naar Bohemen werden gestuurd. De werken worden nu bewaard in het slot Karlstein in Karlštejn. Beide werken tonen een sterke Siënese invloed. De triptiek, een Madona met Kind tussen Wenceslaus de Heilige en de H. Palmatius, werd lange tijd gezien als het oudste werk geschilderd met olieverf, maar Tommaso gebruikte tempera bij het schilderen van dit werk. Via deze werken zou hij talrijke Boheemse kunstenaars beïnvloed hebben. Boheemse geleerden hebben geopperd dat Tommaso tussen 1352 en 1357 in Bohemen aan het keizerlijk hof zou verbleven hebben, maar daar is zeker geen algemeen akkoord over.

### Modena
Over de werken die hij realiseerde na zijn terugkeer naar Modena bestaat weinig documentatie. Bekend zijn een Madonna die hij schilderde op de pijler van de preekstoel van de kathedraal van Modena en een andere Madonna in de Sant’Agostino.

### Mantua?
Hij blijft ook bekend om de fresco’s over het leven van de heilige Lodewijk van Toulouse in de Chiesa di San Francesco in Mantua die oorspronkelijk aan hem maar later aan Serafino de’ Serafini werden toegeschreven, maar de talrijke toeschrijvingen van werken aan deze kunstenaar zijn wel een bevestiging van zijn diepgaande invloed op de lunst van Noord-Italië.

## Miniaturist
Zijn activiteit als miniaturist, is gedocumenteerd door een Madonna met kind geschilderd op perkament in de Longhi-collectie. M.F. Federici (1803) heeft het ook over een tweedelige bijbel die verlucht zou zijn door Tommaso en gedateerd is op 1350 (het manuscript is ondertussen verloren gegaan). Een ander werk dat aan hem wordt toegeschreven is een getijdenboek gekend als het Offiziolo dei Mesi en bewaard in de Biblioteca comunale Aurelio Saffi van Forli (ms. 853).
- Gemeinsame Normdatei: 118802488
- International Standard Name Identifier: 0000 0001 0786 4037
- Library of Congress Control Number: n83049501
- Nationale Bibliotheek van Tsjechië: xx0123411
- Nationale Bibliotheek van Israël: 987007274548005171
- Nederlandse Thesaurus van Auteursnamen: 074175335
- RKD-Nederlands Instituut voor Kunstgeschiedenis: 77801
- LIBRIS: 326844
- Système universitaire de documentation: 149595646
- Union List of Artist Names: 500015314
- Virtual International Authority File: 95774905
- WorldCat: E39PBJvtbxgMHbmRGy8KWPHV4q